# 南総地区
南総地区（なんそうちく）は、千葉県市原市にある地区のうち市原市役所南総支所が管轄するものである。構成範囲は旧市原郡南総町とほぼ一致する。

## 概要
市原市中南部に位置する。市原市と合併する以前は市原郡南総町であった範囲全域で構成されており、養老川中流部の低地とその周辺の丘陵地帯から成る自然豊かな地区である。
地区の中心である上総牛久駅周辺は、市原市役所南総支所、市原市立南総公民館、市原市南部保健福祉センターなどが立地しており、市原市南部の地域拠点の役割を担っている。また、上総鶴舞駅周辺には災害拠点病院である千葉県循環器病センターが立地している。このように、市原市南部地域だけでなく、その周辺の千葉県中南部丘陵地域にある市町村においても、重要かつ必要な機能を持つ施設も立地している。
南北に小湊鐵道の路線が敷設されているほか、南部においては首都圏中央連絡自動車道のインターチェンジとして市原鶴舞ICがあり、その付近に市原鶴舞バスターミナルが設置されている。このバスターミナルは加茂地区においても重要な役割を果たしている。

## 地理
南総地区の面積は78.97409km2であり、市原市では加茂地区に次いで2番目、規模で言うと同じく千葉県にある八街市全域の面積に近い大きさである。

### 河川
- 養老川

### 地名
2022年（令和4年）4月1日現在、南総地区に存在する大字・町丁の一覧は以下の通りである。
- 馬立
- 上原
- 上高根
- 中高根
- 風戸
- 栢橋
- 南岩崎
- 寺谷
- 牛久
- 奉免
- 妙香
- 中
- 佐是
- 西国吉
- 皆吉
- 金沢
- 大蔵
- 藪
- 岩
- 石川
- 米沢
- 真ケ谷
- 安久谷
- 原田
- 江子田
- 奥野
- 堀越
- 宿
- 島田
- 市場
- 水沢
- 鶴舞
- 田尾
- 池和田
- 矢田
- 下矢田
- 山小川
- 平蔵
- 米原
- 小草畑
- 山口駒込久保外部田岩藪
- 水沢奥野市場堀越島田宿入会
- 皆吉大蔵入会

## 沿革

### 年表
- 1967年10月1日 - 旧市原郡南総町及び加茂町が市原市に編入し、旧南総町域は市原市の南総地区となる[1]。

## 人口
| 区域       | 人口     | 人口割合 | 人口割合 | 人口割合 |
| 区域       | 総数     | 幼年     | 生産年齢 | 老年     |
| ---------- | -------- | -------- | -------- | -------- |
| 南総地区計 | 21,038人 | 6.1％    | 49.1%    | 44.8%    |

## 施設

### 公共施設
- 市原市役所南総支所
- 市原市立南総公民館
- 牛久中央公民館（廃止）
- 千葉県警察市原警察署南総幹部交番
- 市原市消防局南総消防署

### 医療施設
- 千葉県循環器病センター

### 小学校
- 市原市立戸田小学校
- 市原市立寺谷小学校
- 市原市立牛久小学校
- 市原市立鶴舞小学校
- 市原市立平三小学校（廃止）
- 市原市立内田小学校（廃止）

### 中学校
- 市原市立南総中学校
- 市原市立戸田中学校（廃止）
- 市原市立牛久中学校（廃止）
- 市原市立鶴舞中学校（廃止）
- 市原市立平三中学校（廃止）
- 南総町立内田中学校（廃止）

### 高等学校
- 千葉県立市原高等学校